# Takojaki

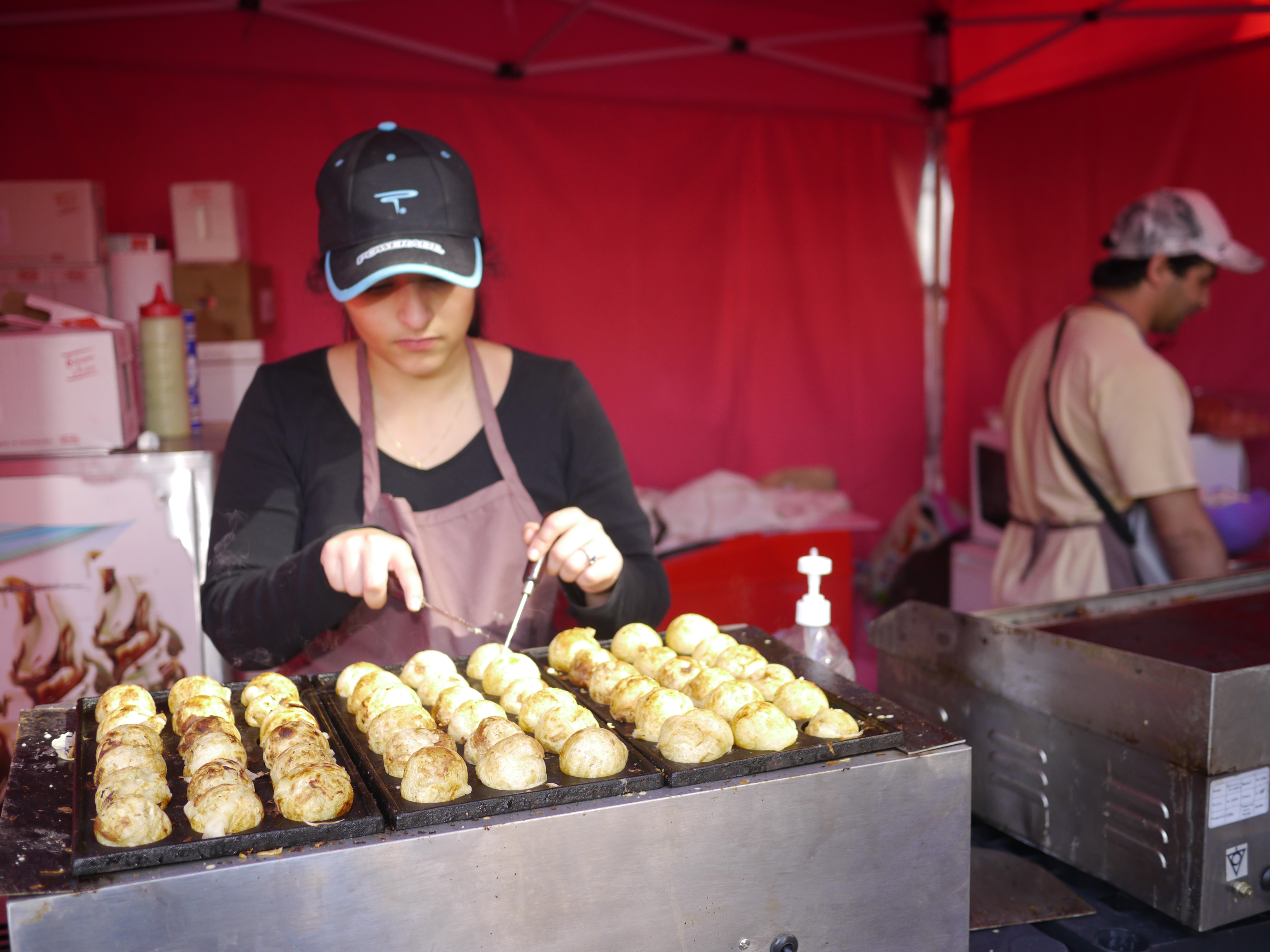
Takojaki készítése

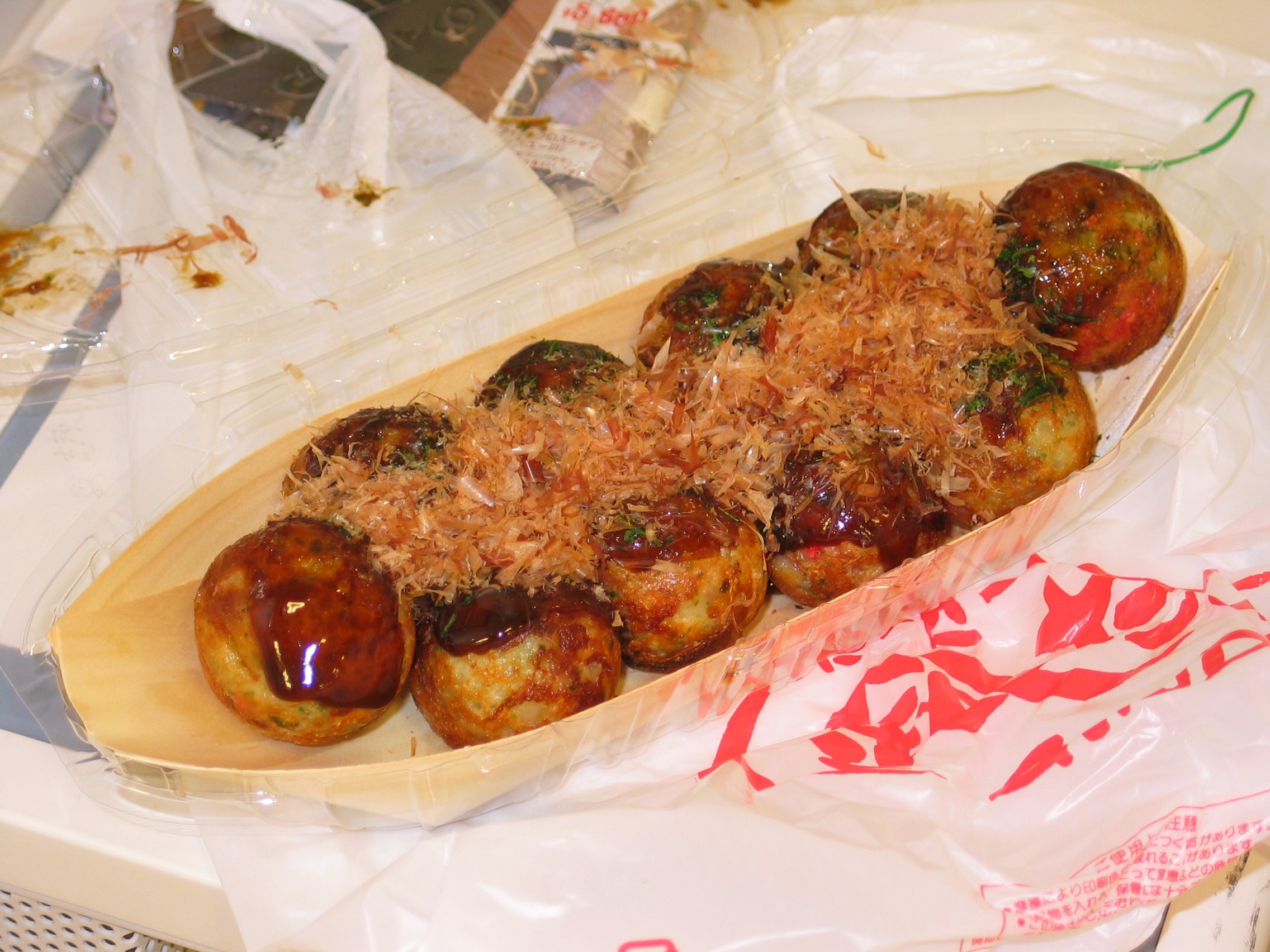
Szárított bonito halreszelékkel megszórt takojaki gombócok

A takojaki (たこ焼き vagy 蛸焼) egy gömb alakú japán étel, amely búzaliszt alapú tésztából áll és speciális takojaki tepsiben készül. Tipikusan ledarált vagy kockára vágott polippal, tempuramaradékkal, pácolt gyömbérrel és zöldhagymával töltik meg, majd takojakiszósszal megkenik, amely hasonló a Worchestershire szószhoz és a majonézhez, majd megszórják zöldmoszattal és szárított bonito halreszelékkel. Rengeteg változata van a receptnek, például a ponzu (szójaszósz dasival és citrusolajjal), goma-dare (szezámos-ecetes mártás), vagy ecetes dasi.
A takojaki először Oszakában lett népszerű, ahol egy Endo Tomekicsi nevű utcai árus mutatta be találmányát 1935-ben. A takojakit az akasijaki ihlette, amely a Hjógo prefektúrai Akasi városából származik, egy kis, kerek gombóc, tojásban gazdag tésztából és polipból. Kezdetben csak a Kanszai régióban volt népszerű, de később átterjedt Kantó régióba és Japán más területeire is. Takojaki kapható az utcai ételstandoknál (jatai), továbbá vannak különleges takojakiéttermek, különösen Kanszai régióban.
A jaki, a jakuból származik, amely a japán konyha egyik főzési módszere, jelentése: sütni vagy grillezni. Ez a szó megtalálható a japán konyha más ételeinek nevében is, mint például a teppanjaki, a jakitori, a jakiszoba, a terijaki és a szukijaki.

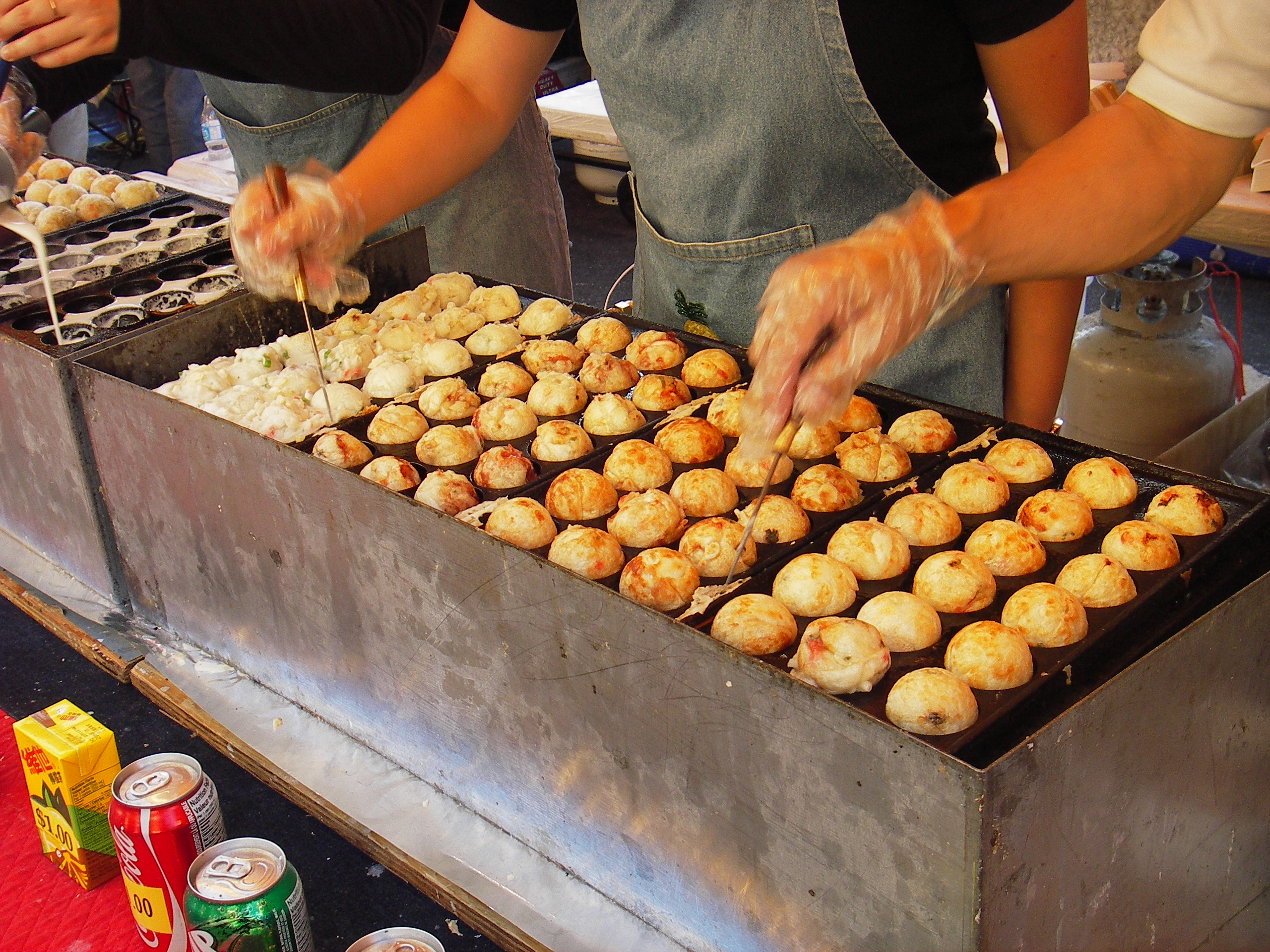
Takojaki sütése
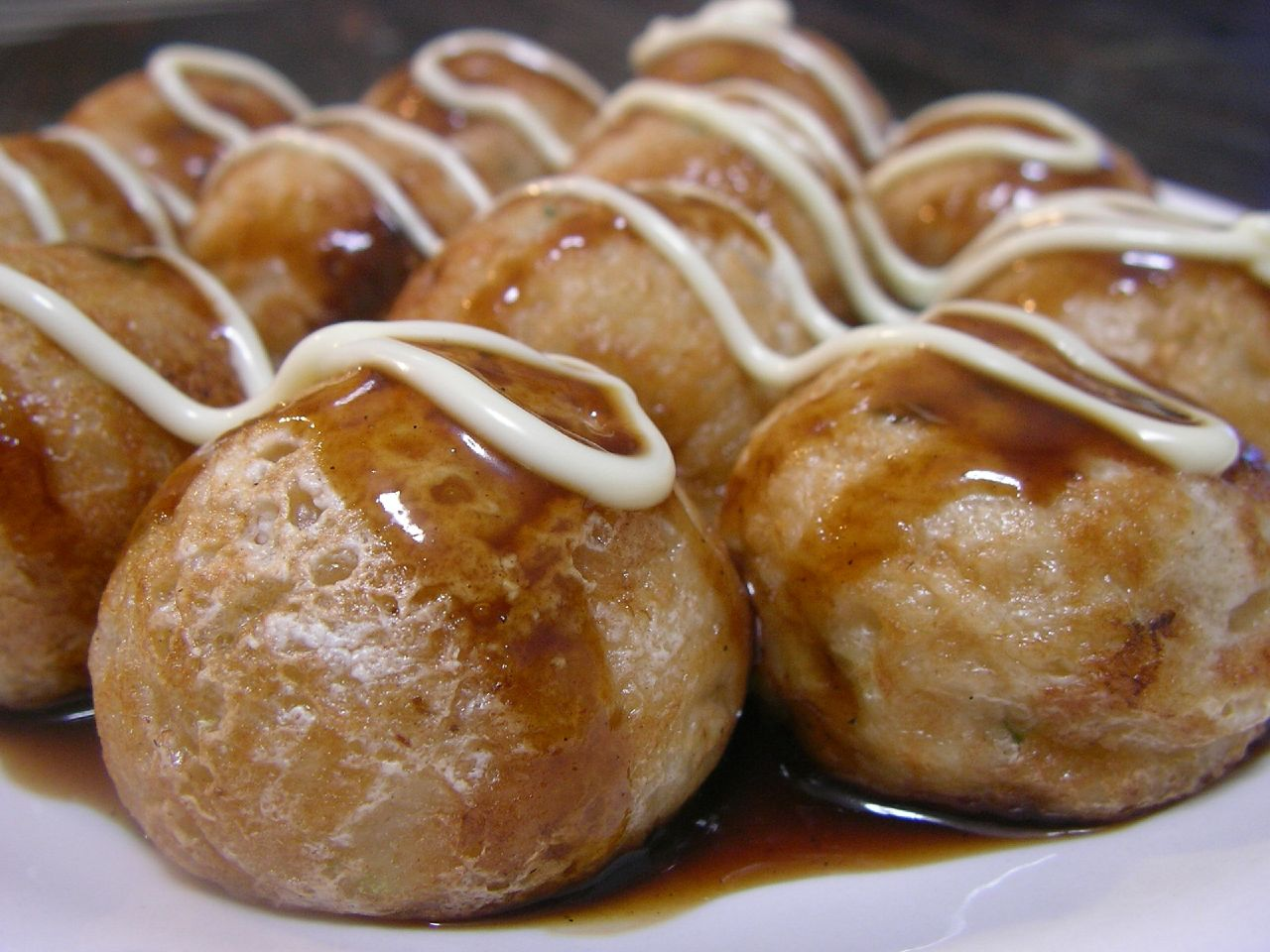
Takojaki Wochestershire szósszal és majonézzel
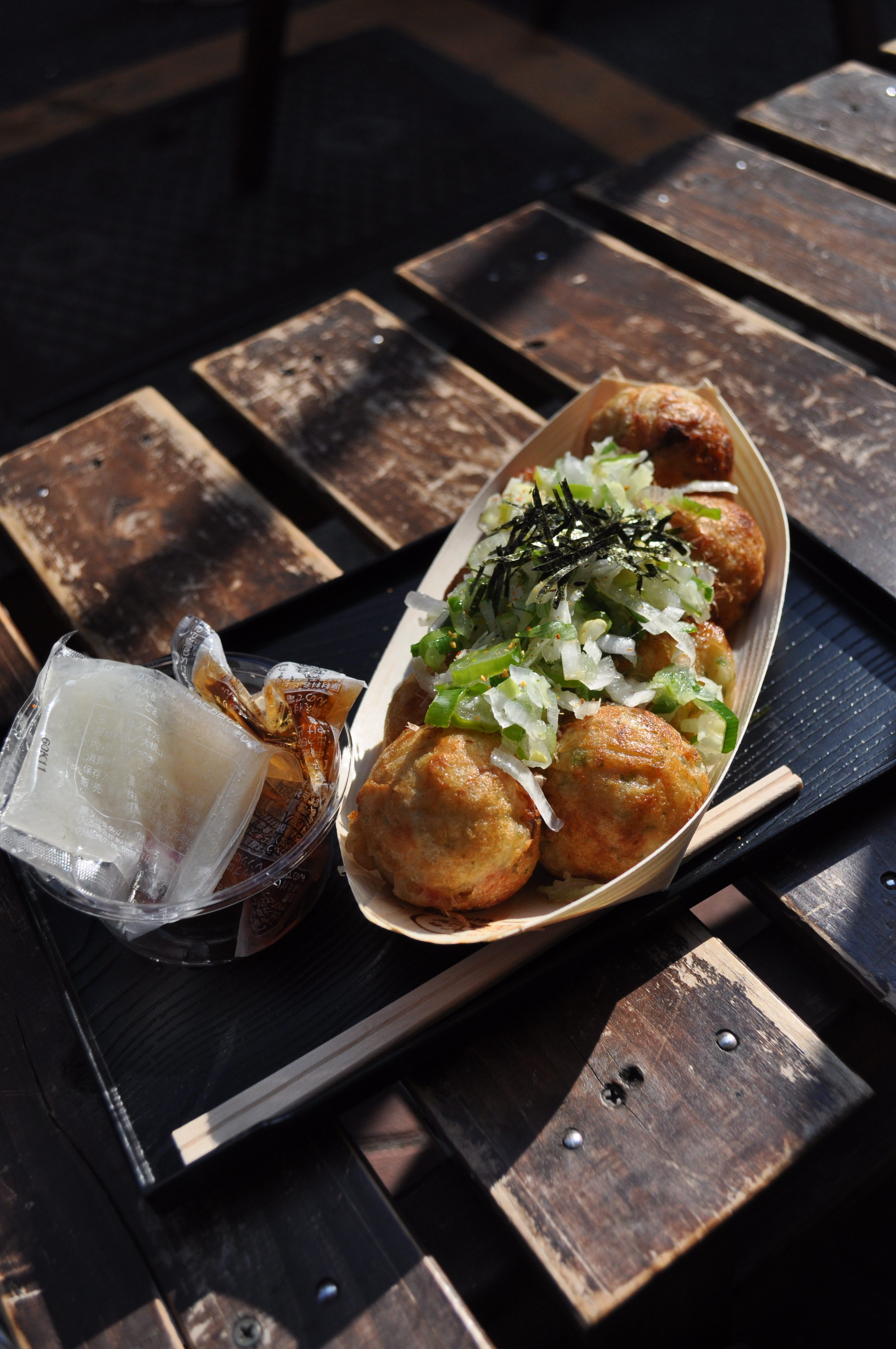
Takojaki reszelt daikonnal és cujuval
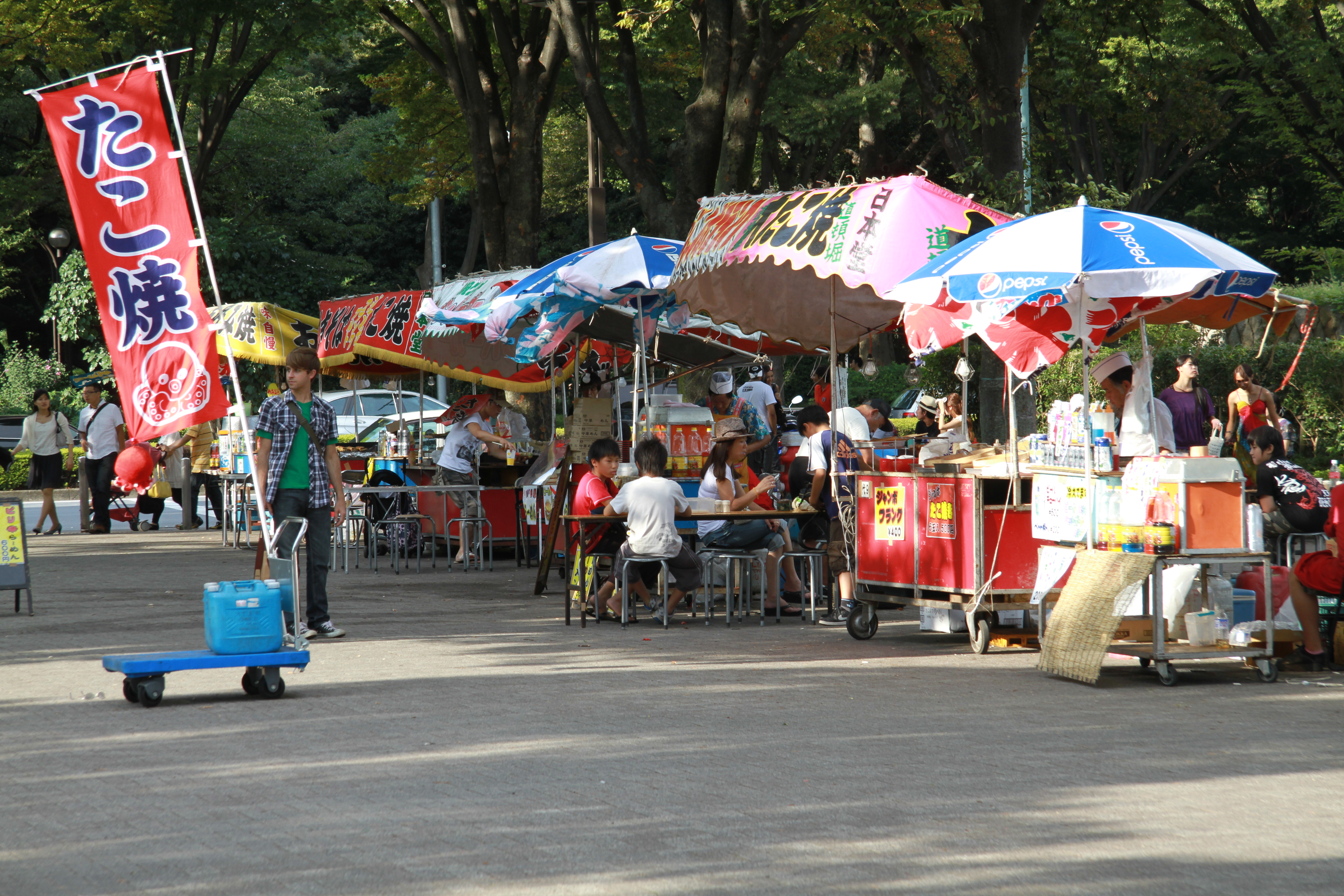
Takojaki stand a Jojogi parkban, Tokióban

### Takojaki tepsi

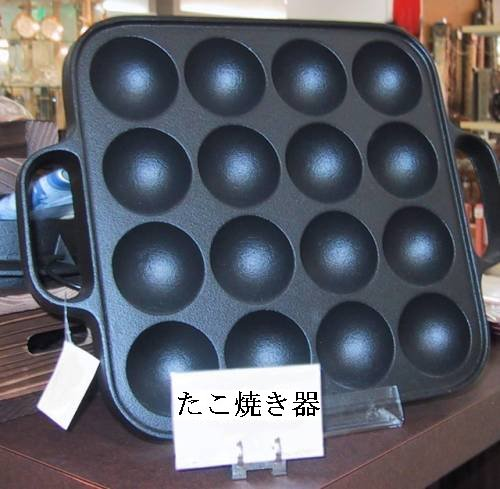
16-lyukas négyszögletű takojaki tepsi

A takojakiki vagy takojaki-nabe egy öntöttvas tepsi, félgömbformákkal. Kereskedelmi gázüzemű takojaki tűzhelyeket használnak a japán fesztiválokon és az utcai árusok is. Otthoni használatra rendelkezésre áll elektromos vagy tűzhelyre tehető változat is.

## Fordítás
- Ez a szócikk részben vagy egészben az Takoyaki című angol Wikipédia-szócikk ezen változatának fordításán alapul.  Az eredeti cikk szerkesztőit annak laptörténete sorolja fel. Ez a jelzés csupán a megfogalmazás eredetét és a szerzői jogokat jelzi, nem szolgál a cikkben szereplő információk forrásmegjelöléseként.